# بزمجه کلاس اربوس
بزمجه کلاس اربوس (به انگلیسی: Erebus-class monitor) یک کلاس از کشتی است که طول آن ۴۰۵ فوت (۱۲۳ متر) می‌باشد.